# The KMPlayer
The KMPlayer — мультимедіа програвач від корейських розробників, що підтримує можливість відтворення практично всіх форматів аудіо та відео файлів. Назва даного програвача саме The KMPlayer (Kang Multimedia Player, кор. KM플레이어), а не KMPlayer, який є зовсім іншим програмним продуктом.
До основних можливостей плеєра слід віднести такі функції:
- можливість відтворення пошкоджених файлів AVI формату, подібно програвачу VLC Media Player. The KMPlayer має досить багато спільного з VLC;
- можливість відтворення потокового аудіо і відео різних форматів, причому як закритого, так і відкритого типу;
- автоматична нормалізація звуку, яка полягає у відстеженні рівня гучності відтвореного аудіо сигналу і подальшої його зміні до оптимального рівня;
- можливість перетворення 2D в 3D.

Також The KMPlayer має і власні вбудовані кодеки і може працювати з плагінами Winamp. Наявність вбудованих кодеків дозволяє слухати музику і дивитися відео, в тому числі і DVD, без установки додаткового програмного забезпечення. Налаштування програми можна зберігати в конфігураційному .ini-файлі або в реєстрі. The KMPlayer, також як і такі програвачі, як BSPlayer або ALLPlayer, відмінно працює з багатьма форматами субтитрів: SSA, ASS, USF, SRT, SAMI, SMI, SUB та іншими. Також є і вбудований редактор для субтитрів.